# Katie Piper
Kate Elizabeth Piper (Andover, 12 ottobre 1983) è una conduttrice televisiva, scrittrice, attivista e modella britannica.

## Biografia
Katie Piper ha avviato la sua carriera come modella promozionale e conduttrice di programmi web.
A marzo 2008 fu sfregiata con l'acido dall'ex Daniel Lynch; a seguito dell'attacco ha sottoposto il viso a numerosi interventi chirurgici. 
Riguardo alla sua esperienza è stato realizzato il documentario Katie: My Beautiful Face, trasmesso su Channel 4 nel mese di ottobre 2009, che ha ricevuto candidature ai BATA Awards e ai Broadcast Awards.
Negli anni 2010 ha trovato successo come conduttrice di numerosi programmi come Bodyshockers, Hotel GB e Songs of Praise. Nel 2018 ha partecipato a Strictly Come Dancing ed è stata inclusa nella lista annuale 100 Women stilata dalla BBC. Nel luglio 2021 è diventata panelist nel programma Loose Women.